# Antena 3
Antena 3 — испаноязычный телеканал, принадлежащий Grupo Antena 3. Известен благодаря выпуску таких телесериалов, как «Дежурная аптека», «Здесь нет ни одного в живых» (исп. es:Aquí no hay quien viva), «Ковчег», «Чёрная лагуна», «Физика или химия», «Гранд-отель», «Защищённые», «Красные браслеты» и других. Радиовещание было начато 25 января 1988 года, когда канал был известен как Canal 10 España, но был закрыт 1 сентября того же года. Через год он был заменен новым каналом Antena 3, который начал свои тестовые трансляции 25 декабря 1989 года, официальные - с 25 января 1990 года. Штаб-квартира находится в Сан-Себастиан-де-лос-Рейес.

## История

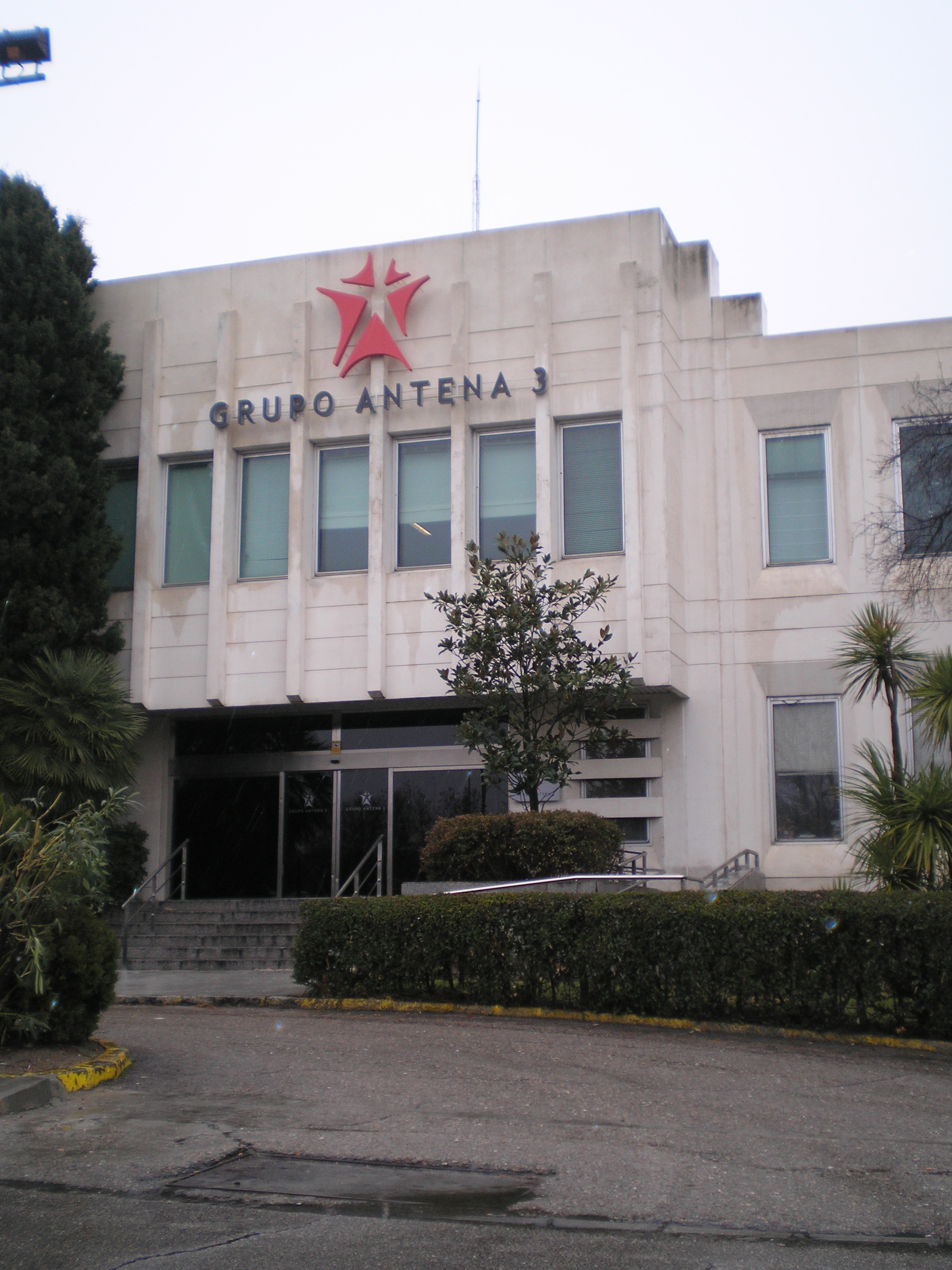
Главное здание компании

### Ранний этап (1982—1992 годы)
История телеканала берёт своё начало 4 мая 1982 года, когда было создано радио, в котором освещались разнообразные события, происходившие в Испании. В 1988 году правительство страны выделило три лицензии, одну из которых получила Antena 3 (25 августа 1989 года). В то же время Canal 10 España 25 января 1988 года в течение года, но был закрыт 1 сентября 1988 года в том же году. Позже, в 1989 году, он был заменен новым каналом под названием Antena 3, который начал тестовые трансляции 25 декабря 1989 года, а затем начал официальные передачи 25 января 1990 года, что его представил Михель Анхель Гонсалес (исп. Miguel Ángel Nieto González).

### ПоявлениеAntena 3 Internacional(1992—1997 годы)
17 июня 1992 года, после окончательного слияния Antena 3 с группой Zeta, председателем правления стал Антонио Писарро. При нём телеканалу удалось наладить связи с американской студией 20th Century Fox, а также впервые транслировать в Испании мультипликационный сериал «Симпсоны».
В 1995 году был создан телеканал Antena 3 Internacional, вещание которого распространилось на большую часть Латинской Америки.